# Isinda (Pisidia)

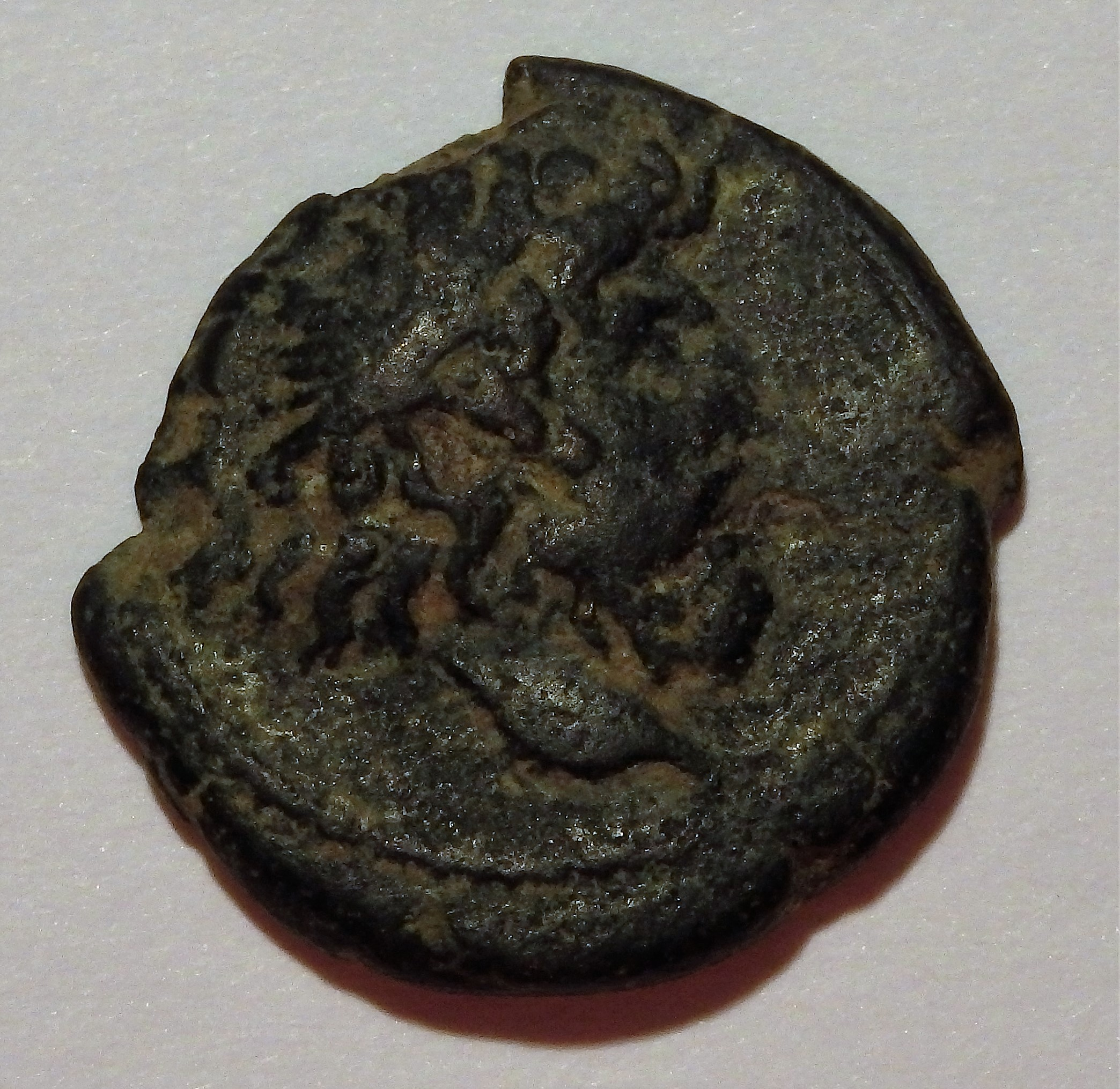
Moneda de bronce de Isinda; anverso con la cabeza de Zeus,

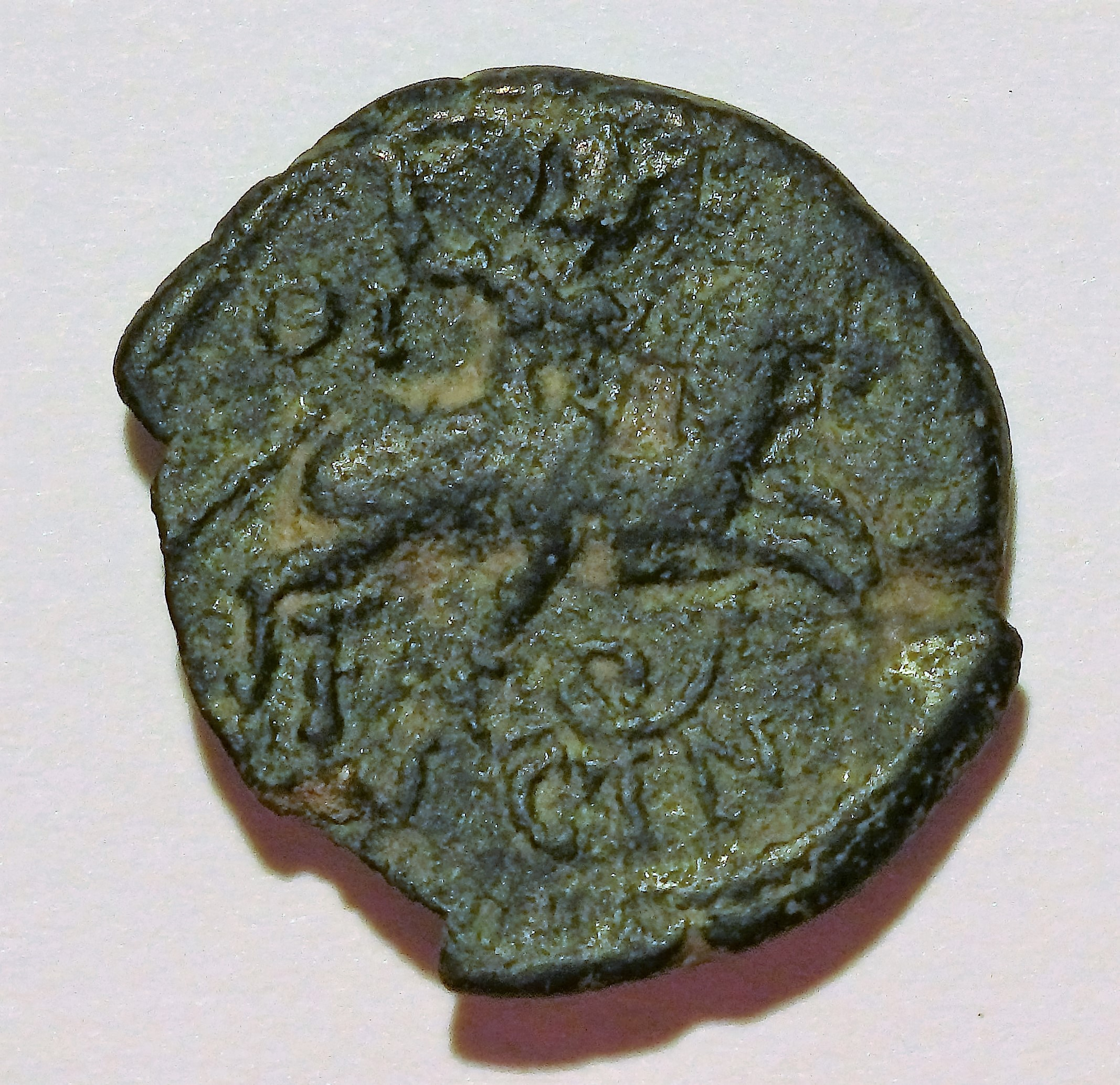
Moneda de bronce de Isinda; reverso con jinete con lanza

Isinda (en griego antiguo: Ἴσινδα) o Isionda (en griego antiguo: Ἰσιόνδα) fue una ciudad de la antigua Pisidia. 
Su yacimiento se encuentra cerca de Korkuteli, Turquía asiática. Más concretamente, actualmente se cree que el yacimiento se encuentra en la aldea de Kişla, aunque antiguamente se identificaba con Yazır.
En la década de 1840, Thomas Abel Brimage Spratt y Edward Forbes visitaron Kişla, a una hora de camino de Korkuteli (llamada Stenez), con extensas murallas de piedra blanda y ladrillo quemado, y la identificaron como la ciudad de Isinda,. En 189 a. C., los habitantes de Isinda pidieron ayuda al general romano  Cneo Manlio Vulsón cuando se vieron asediados por Termeso. El cónsul romano levantó el sitio y multó a los habitantes de Termeso con 50 talentos.
Isinda se encontraba en una posición estratégica en el extremo occidental del paso que conducía desde Panfilia a Caria, y por Termeso a Pisidia. Se conservan muestras de la extensa  acuñación de Isinda, que dan pruebas de que se consideraba una colonia de Jonia.
Más tarde, Isinda fue incluida en la provincia romana de Panfilia Segunda. En una primera etapa, se convirtió en un diócesis cristiana sufragánea de la sede metropolitana de Perge, capital de la provincia. De sus obispos, Cirilo participó en el Primer Concilio de Nicea en 325, Edesio en el Concilio de Éfeso en 431, Marcelino en el Concilio de Calcedonia en 451, Talleleo en el Segundo Concilio de Constantinopla en 553, Ignacio en el focio Concilio de Constantinopla de 879/880.
Isinda, que ya no es un obispado residencial, figura ahora en la lista de la Iglesia católica como sede titular.